# 馬斯德
馬斯德，OBE（英語：Charles McIlvaine Messer，1874年10月11日—1938年7月26日），又譯作馬沙，英國殖民地官員，1913年至1918年任香港警察司，後於1918年出任香港庫務司至1931年。
馬斯德於1897年以官學生（今政務主任）身份加入香港政府，歷任兩局秘書、田土法庭成員、潔淨局總監，又六度署任庫務司。1913年被任命為警察司。任內，馬斯德聯同華人賢達研究防範海盜的政策、又親自偵查數件案件；又見證警隊在不同方面的改革。
庫務司任內，適逢省港大罷工，馬斯德遂統籌商業大借款事宜，向倫敦政府借款三百萬英鎊。馬斯德又作為汽車說委員會的成員協助探討成立汽車燃油說的可能性；針對銀行增發紙幣的請求，馬斯德予以批准，他亦表示政府會鑄造更多銀幣以輔助紙幣。踏入1930年代，面對全球經濟不景，馬斯德遂受政府委託檢討香港貨幣制度，並得出香港應維持銀本位的結論。

## 早年生涯
馬斯德于1874年10月11日生於英國倫敦馬里波恩（Marylebone），父親是祖西亞·馬斯德（Josiah Messer，1821年－1889年），而母親是瑪嘉烈·覺士·麥喬雲（Margaret Coxe McIlvaine，1834年－1902年），來自美國俄亥俄州。馬斯德早年入讀裁縫商會學校，之后考入劍橋大學伊曼紐爾學院。大學畢業後，馬斯德於1897年獲聘用為香港官學生。

## 殖民地生涯

### 早年生涯
馬斯德初來香港便署任助理輔政司一職，兼任定例局、議政局兩局秘書。他於1900年被委派至新界工作，任內曾經調查瘧疾於大埔的流行程度。1901年他第一次署任庫務司，並正成為定例局議員。1902年馬斯德出任遺孀和孤兒撫恤基金總監，同年署理總登記官以及出任皇仁書院委員會委員一職。他亦完成最後一份廣東話考試。1904年，他被港府委任為田土法庭成員，並和金文泰、活約翰完成新界田地勘察，確定新界土地之業權。1905年，馬斯德出任新界警察裁判官。
1907年，他第二度署任庫務司，並再㳄負責遺孀和孤兒撫恤基金事宜。1908年，馬斯德獲委任為潔淨局署理秘書，後來更成為潔淨局總監。同年，他出任郵政司一職，任內更兩度署理庫務司。1910年他兼任牌照委員會副主席。1913年，馬斯德始任警察司。

### 警察司生涯
1910年代，廣東沿岸一帶海盜十分猖獗。有見及此，馬斯德於1914年與劉鑄伯和何福等人研究防海盜的政策。其後報告指出，警察有權搜查輪船上乘客的隨身物品和船上運載的貨品；輪船上應有四名武裝警衛駐守，而這些警衛應隸屬警察；船上應設有用作發訊號的火箭和信號燈，以及船上應有鐵格子來防止盜賊進入船艙控制室。
1915年12月24日，馬斯德和華人警探侯亨於西營盤山道12號和山道14號3樓搜出炸彈、炸藥、製造炸彈之材料、以及一個印着「廣東韓軍討逆軍司令部文案之印」的木盒。警方其後拘捕20人，據報一人自稱「岑大元帥參謀」。馬斯德其後以未有警察司執照藏有彈藥起訴其中一位犯人高樹（又名高桂東），罰款1000元，後加重罰款至2500元。有兩人當庭釋放。
1915年，馬斯德以未得政府牌照以及註冊在香港開診對於堅道2A號執業的醫生黃添作出落案起訴，又謂黃添違反本港醫生註冊則例，濫用醫生名銜。但是裁判司其後指出，黃添於1873年在廣東獲取執照，在中國和三藩市皆有從醫經驗，黃本人亦有表示自己是「醫生」和「行醫本草專門家」，並無他意。況且他在外地可用「醫生」名銜，在香港也可使用醫生名銜。故裁判司促請馬斯德注銷控罪，馬斯德亦同意撤銷控罪。
馬斯德任內，警隊亦有不少改革。位於太子大廈的警察總部俱樂部於1916年成立；香港後備警察報亦於同年創刊。新的警察學校亦成立，由經亨利擔任主考官，同時由高級警官擔任講師。1918年，馬斯德辭任警察司一職，轉而出任庫務司。

### 庫務司生涯
馬斯德擔任庫務司期間，擔任工務委員會成員，商討興建禮頓山初級歐籍公務員宿舍和香港墳場火葬場。
1925年，省港大罷工爆發。大罷工令本港商業陷於停頓，為了維持本港商業，馬斯德在羅旭龢等人協助下，向倫敦政府借款300萬英鎊應急，並規定借款人可用物業抵押和用股份作按揭。1927年，馬斯德要求借款人還款，並提醒借款人若要再購買保險，要向庫務司申請。但是，馬斯德拒絕授權華人保險公司協助華人辦理保險。經商業大借款值理堪士斡旋，最後馬斯德同意授權。
1928年，尚有83人未還款，欠額約400萬港元。隨著商業大借款還款期於1928年3月期滿，仍然有大量借款人未能還清所有款項，故李右泉等華人值理向馬斯德提議延長還款期，馬斯德最後亦表示政府將不給予壓力予借款人。此外，借款人沒有交還數月利息而又無向庫務司通報的情況甚為普遍，故馬斯德致函欠息者，通知他們收函後兩週盡快還款，否則會執行法定手續或拍賣物業以補償欠息。最終商業大借款在1931年才還清。
鑑於流通於市面的紙幣少，大元充斥，不利交收。一眾發鈔銀行於1929年向馬斯德請願，請求允許增發紙幣。馬斯德接納發鈔銀行的意見，宣布政府將增發紙幣2000萬元。馬斯德本人認為紙幣和大元應相輔相成，不應偏重于任何一種貨幣。且大元亦被普遍使用，故政府亦會鑄造更多大元。
同年，馬斯德擔任汽車稅委員會成員，聯同警察司胡樂甫和工務司祈禮士研究徵收汽車稅的可能性。報告其後指出，增加燃油稅是最公平的做法，因為它實踐了「用者自付」的原則。增加燃油稅幅度不應過大，但應向私家車徵收馬力稅（Horse Power Tax）。可是，報告沒有實質性建議，而當中徵收馬力稅的建議未能取得社會共識，故政府沒有立即接納委員會的意見，而是於翌年才開始向車輛徵收燃油稅。

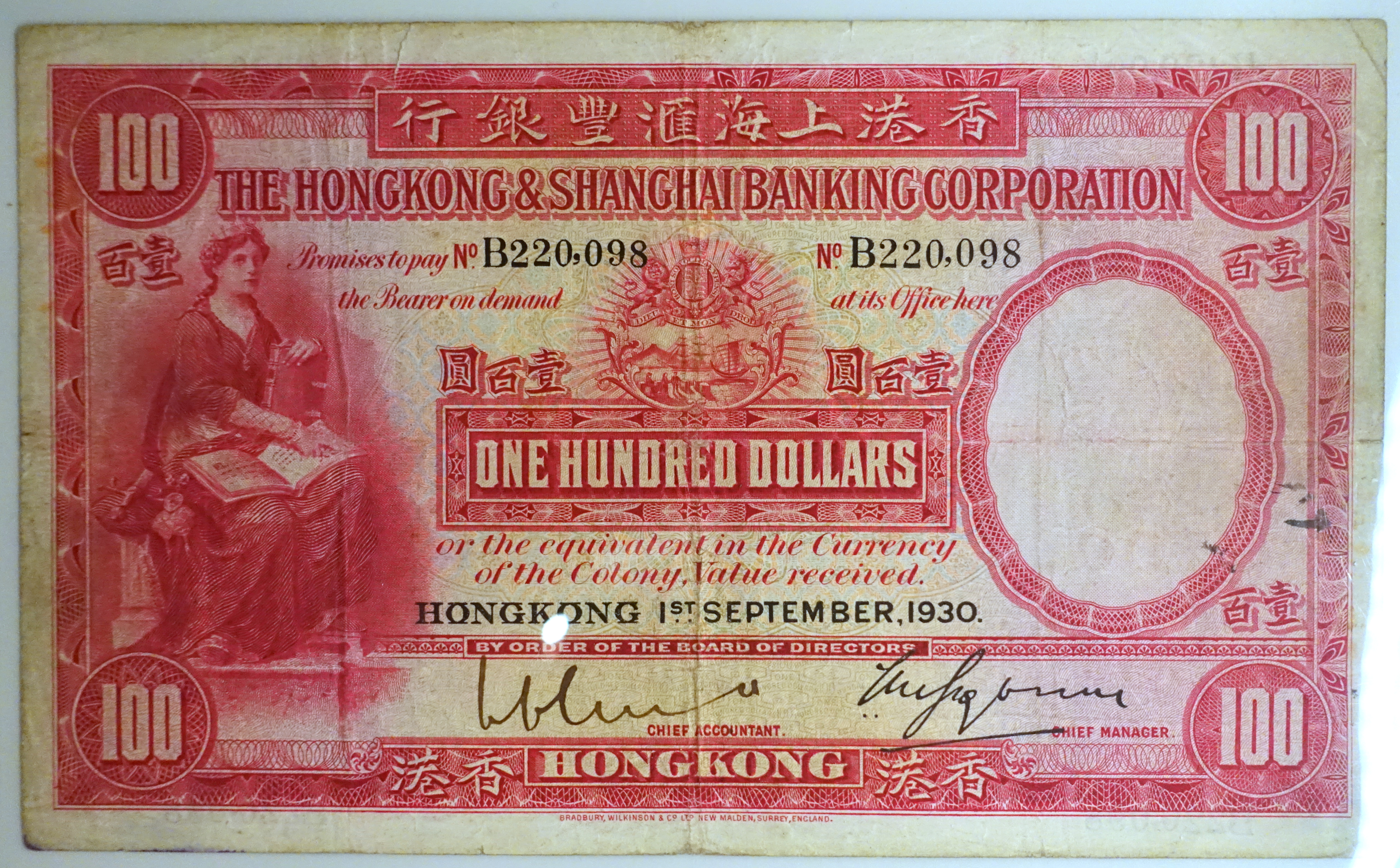
馬斯德於任內允許發鈔銀行增發紙幣。圖為1930年匯豐銀行100元紙幣。

1930年6月，華資銀行投資失利，其後出現擠提情況。同年7月，工商銀行倒閉；同年12月，又傳出萬國寶通銀行財政不穩的訊息。銀行擠提，加上經濟衰退，令港府察覺改革貨幣體制之必要。馬斯德遂帶領貨幣委員會研究適宜於香港的貨幣制度。報告主要探究哪種貨幣制度最適合香港、銀本位制度是否最適合香港、檢討香港現時貨幣制度之缺失、以及解決方法。報告其後指出，問題根本在於鑄造銀元的權限被私人銀行機構任意控制，銀價和幣值本有所掛鈎，銀幣對銀元的溢價又不穩定，政府應調整對發鈔銀行的限制，適當發行紙幣以避免銀元過度氾濫。香港和中國在貿易上息息相關，若轉用金本位，可能因幣值轉換問題令香港在貿易上蒙受損失。金本位對香港的經濟是否有利是言之尚早，故建議若一日中國維持銀本位，香港也應當跟從。

## 晚年生活
1931年，馬斯德卸任庫務司一職，退休歸國。他離港時，受各界人士的歡送。馬斯德退休後長居牛津伊夫利，至1938年7月26日去世，終年63歲。

## 個人生活
馬斯德於1906年迎娶瑪莉·拜恩（Mary Bain，1877年12月4日-1920年9月16日）為妻，二人育有兩子：
- 占士·拜恩·麥喬雲·馬斯德（James Bain McIlvaine Messer，生於1907年[44]）
- 查理斯·希夫葛·韋遜·馬斯德（Charles Heathcote Wilson Messer，生於1910年[44]）

馬斯德興趣廣泛。他曾任香港汽車會主席；工餘時又喜愛研究工程，曾經親自拼砌九廣鐵路列車模型。

## 榮譽
- 太平紳士（官守，1899年[45]）
- 英帝國官佐勳章（O.B.E.）（1918年[46]）